# Pelarco
Pelarco är en kommun i Chile.   Den ligger i provinsen Provincia de Talca och regionen Región del Maule, i den södra delen av landet, 220 km söder om huvudstaden Santiago de Chile.
Trakten runt Pelarco består till största delen av jordbruksmark. Runt Pelarco är det glesbefolkat, med 8 invånare per kvadratkilometer.